# برسيم حجازي
قضب أو البِرسيم الحجازي أو الفِصْفِصَة(مرادفات) وهو نبات معمر يتبع جنس الفصة من الفصيلة البقولية.

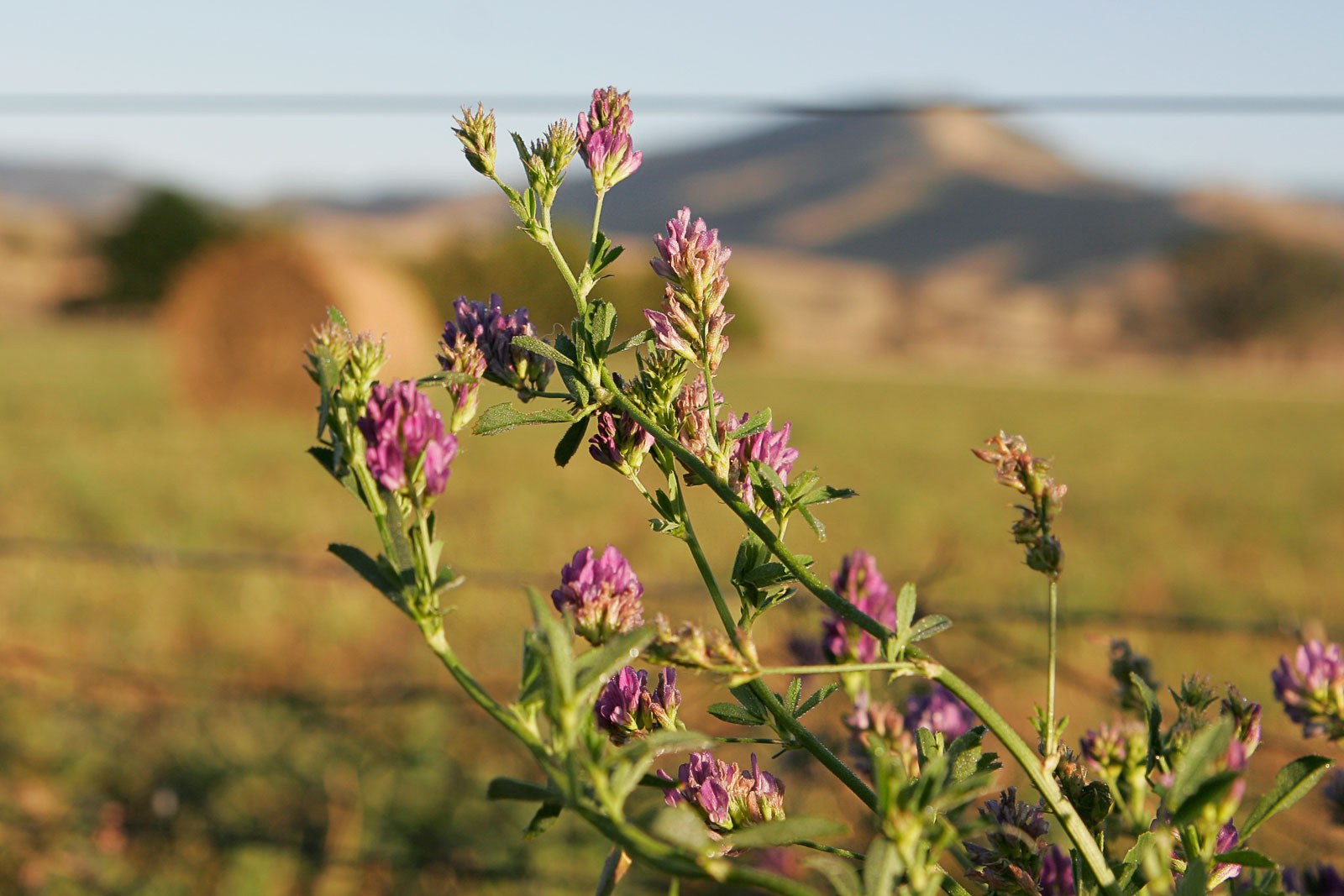
أزهار البرسيم الحجازي

يعد البِرسيم الحجازي أهم محاصيل العلف وبالأخص لأبقار الحليب. يستعمل أيضاً نبات مراعٍ وعلفًا للمواشي. إذ يزيد من معدل نموها وتحسين حالتها الصحية. ويحتوي هذا النبات على كميات كبيرة من الأملاح المعدنية والبروتينات والفيتامينات. ويستخدمه المزارعون في إنتاج التبن والعلف المخزّن، كما يزرعونه كلأ للمراعي، ولتخصيب التربة وحمايتها من التعرية. ويزرعه بعض الناس داخل منازلهم، ويتغذون ببذوره المتبرعمة المعروفة ببراعم الفصفصة.

## الأسماء
مرادفات: البِرسيم الحجازي أو الفِصَّة المعمرة أو الفِصْفِصَة أو الرَطْبة أو الأسبست أو الأسفَست أو الفصافص أو القضب أو القَتْ  أو ذو ثلاث ورقات أو الأنفال أو القَرط أو صفصفة (الاسم العلمي: Medicago sativa) (بالإنجليزية: Alfalfa)‏

## الموئل والانتشار
موطنها بلاد الشام وقبرص وتركيا والقوقاز وروسيا.

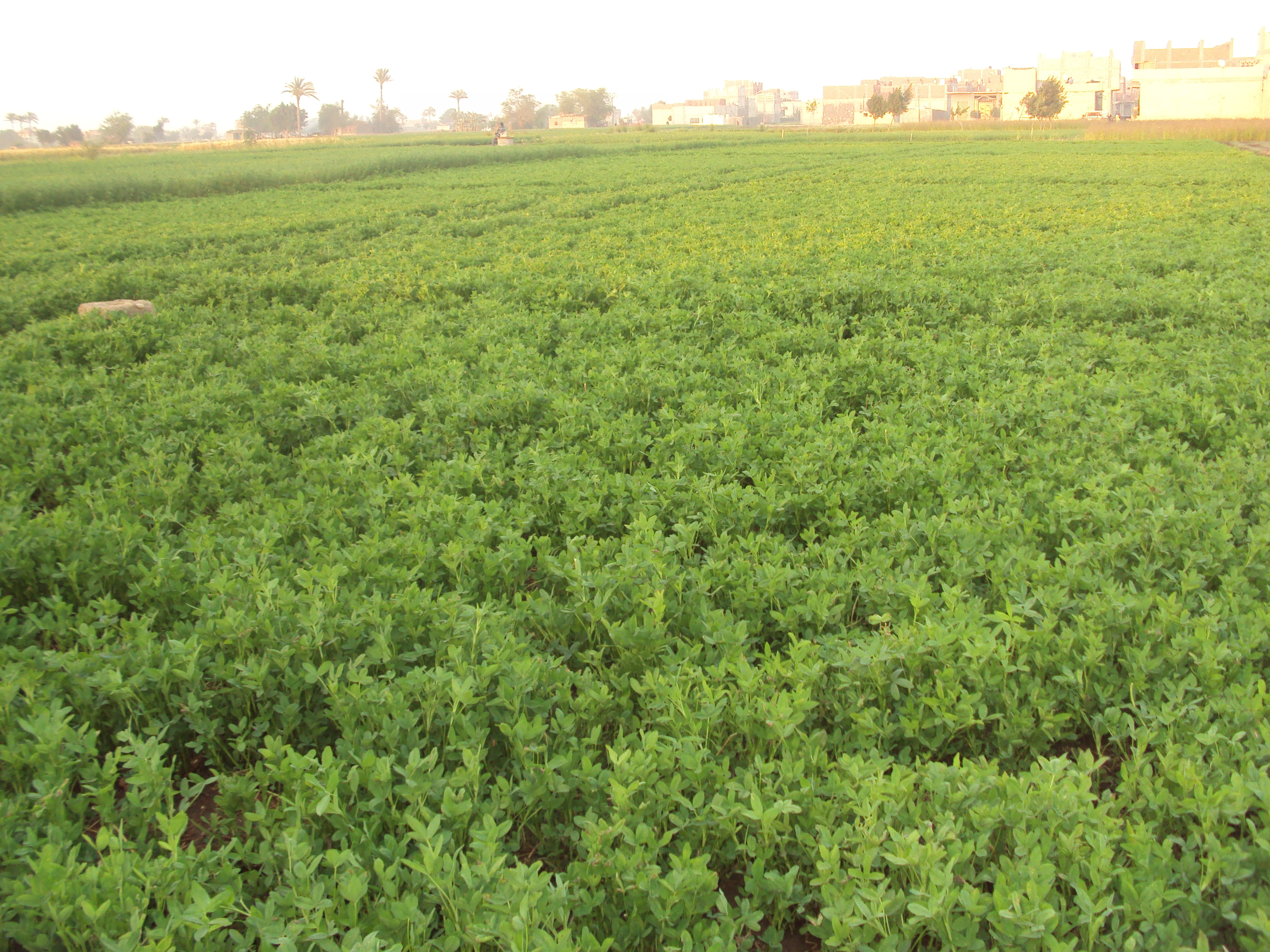
حقول البرسيم.

## الوصف النباتي
يصل ارتفاع البِرسيم الحجازي إلى أكثر من متر إذا لم يحش، مجموعه الجذري وتدي وعميق، وساقه متفرعة، وأوراقه مركبة ثلاثية الوريقات، والوريقات بيضوية مقلوبة، والنورة عنقودية رأسية، والأزهار صغيرة طولها حوالي 1.5 سنتيمتر وتويجها وردي اللون أو أزرق أو بنفسجي، الثمرة عبارة عن قرن لولبي متفتح يحتوي على عدد كبير من البذور. شكل البذرة يشبه الكِلية.
تحتوي المادة الخضراء وخاصة الأوراق على 9.1% كربوهيدرات و 5% بروتين و 0.9% مواد دسمة و 2.4% مركبات معدنية (أملاح الكالسيوم والفوسفور)، بالإضافة إلى الحيمينات. ويعتبر البرسيم مصدراً هاماً لليخضور والحيمينات، إذ يحتوي على فيتامينات A وهـ بكميات كبيرة وكذلك حيمينات ب ب1 ود بكميات أقل، والبرسيم مادة أولية للحصول على فيتامين ك المرقئ للنزف.

## نبذة تاريخية
تعتبر الفصفصة المحصول الزراعي الوحيد الذي يستخدم علفًا للماشية. وقد جرت زراعته منذ عهود ما قبل التاريخ. ويُحتمل أن يكون أصله منطقة الشرق الأوسط. وتشير الرسوم على لوحات الآجر التي وجدت في تركيا أن الفصفصة كانت محصولاً مهمًا لتغذية الأبقار في المنطقة، وذلك في حوالي القرن الخامس عشر قبل الميلاد. وانتقلت زراعته إلى اليونان بحلول عام 490 قبل الميلاد، ولاحقًا إلى شمال أفريقيا وإلى الأقاليم التي تشمل ما يعرف الآن بإيطاليا وإسبانيا. وتنمو الفصفصة الآن بريًا في أجزاء من إفريقيا وآسيا وأوروبا.
وفي خلال القرن السادس عشر الميلادي نقل البريطانيون والأسبان نبات الفصفصة إلى أمريكا الوسطى وأمريكا الجنوبية، وإلى ما يعرف الآن بجنوب غربي الولايات المتحدة. وقام العديد من المستوطنين بنقل النبات من أوروبا إلى المستعمرات الأمريكية. ومع ذلك لم يستطعيوا زراعته في العالم الجديد بسبب فقر التربة ووجود الأمراض والحشرات، ونتيجة لذلك لم يُزرع في مناطق واسعة من الولايات المتحدة إلا بعد منتصف القرن التاسع عشر الميلادي. وفي ذلك العام نُقل من تشيلي ما يعرف بالبرسيم التشيلي إلى كاليفورنيا وزرِع فيها بنجاح، وبدأ الفلاحون في الولايات الأخرى في زراعته. وقد نُقلت أنواع أخرى من الفصفصة من المناطق الباردة في أوروبا وآسيا إلى الولايات المتحدة.
يقوم علماء تربية النبات، بصورة مستمرة، باستنباط أنواع جديدة من الفصفصة. ويُصنَّف نبات الفصفصة في ثلاث مجموعات رئيسية على حسب درجة تحمله لفصل الشتاء 1- قَوي المقاومة. 2- متوسط المقاومة. 3- ضعيف المقاومة. فالقَويّ المقاومة يمكنه تحمل البرد القارس، ويُزرع أساسًا في المناطق التي يسود فيها مثل هذا الطقس. أما متوسط المقاومة فيزرع بصورة رئيسية في أماكن برودتها أقل شدة، بينما يُزرع ضعيف المقاومة في أقاليم تتمتع بشتاء دافئ.

## مرادفات للاسم العلمي
- (باللاتينية: Medicago afganica (Bordere) Vassilcz.)
- (باللاتينية: Medicago grandiflora (Grossh.) Vassilcz.)
- (باللاتينية: Medicago ladak Vassilcz.)
- (باللاتينية: Medicago mesopotamica Vassilcz.)
- (باللاتينية: Medicago orientalis Vassilcz.)
- (باللاتينية: Medicago polia (Brand) Vassilcz.)
- (باللاتينية: Medicago praesativa Sinskaya)
- (باللاتينية: Medicago sogdiana (Brand) Vassilcz.)
- (باللاتينية: Trigonella upendrae H. J. Chowdhery & R. R. Rao)